# Tomáš Janku
Tomáš Janku (República Checa, 27 de diciembre de 1974) es un atleta checo especializado en la prueba de salto de altura, en la que ha logrado ser subcampeón europeo en 2006.

## Carrera deportiva
En el Campeonato Europeo de Atletismo de 2006 ganó la medalla de plata en el salto de altura, con un salto por encima de 2.34 metros que fue su mejor marca personal, siendo superado por el ruso Andrey Silnov que con 2.36 metros batió el récord de los campeonatos, y por delante del sueco Stefan Holm (bronce también con 2.34 m pero en más intentos).